# 津軽信政
津軽 信政（つがる のぶまさ）は、江戸時代前期から中期にかけての大名。陸奥国弘前藩4代藩主。官位は従五位下・越中守。

## 生涯
正保3年（1646年）7月18日、弘前城で3代藩主・津軽信義の長男として誕生。
明暦元年（1655年）に父が死去したため、明暦2年（1656年）2月2日に家督を継ぐ。しかし幼少であったため、しばらくは叔父に当たる旗本（のち黒石領主）の津軽信英が補佐を務めた。信政は幼少期から聡明な人物で、信英の勧めで、寛文元年（1661年）15歳の時に山鹿素行に師事し儒学や兵学を学び、山鹿流兵法の奥伝・大星伝を許され、藩の兵学を山鹿流に統一している。寛文11年（1671年）26歳の時に吉川神道の創始者・吉川惟足に師事し、元禄8年（1695年）に「高照霊社」の霊社号（神号）を授けられ、最高奥秘の四重奥秘「神籬磐境之大事（ひもろぎいわさかのだいじ）」許されている。
こうして成長した信政は、自らが藩政を取り仕切るようになると、津軽新田の開発、治水工事、山林制度の整備、植林、検地、家臣団の郊外移住による城下町の拡大、野本道玄を招聘しての養蚕、織物、製糸業、紙漉の発展・育成などに努めた。民政においても善政を敷き、弘前藩の藩政確立と発展に尽力し、藩の全盛期を築き上げた。万治3年（1660年）、西津軽の新田開墾の灌漑用水源として築造された津軽富士見湖は現存し、堤長は延長4.2キロメートルで日本国内のため池・ダム中で日本最大の長さである。
文化面においても、豊田雅一や渋江道陸ら40名にもおよぶ文化人を全国から招聘して、藩の文化発展に努めた。
対外的には寛文9年（1669年）の蝦夷におけるシャクシャインの蜂起鎮圧、天和3年（1683年）の日光山宮普請役などで功績を挙げている。
しかし晩年の貞享4年（1687年）、下野国烏山藩主・那須資徳（信政・三男）の相続問題で烏山藩那須家改易というお家騒動に巻き込まれ、幕府より叱責を受けた（武家の名門である那須家はのちに家名復活を許され、交代寄合1000石として存続した）。参勤交代に伴い、津軽藩江戸屋敷に預けられ無聊を託っていた資徳を連れて帰国し、元禄7年（1694年）閏5月から翌年3月にかけて寺社参詣や湯治などをした。
元禄8年（1695年）、藩内を襲った大飢饉で3万人以上の死者を出すなど、藩政にも行き詰まりが見え始める。
信政の晩年は家中の派閥抗争も迷走した。元禄16年（1703年）、藩はいわゆる赤穂浪士の企てに関し、これを援助する家臣の行動を見過す、幕府に咎められかねない失態を起こした。山鹿流を素行の嫡男・政実に学び、赤穂浪士には批判的だった信政後見役の黒石藩・信英の後継や家臣団が奔走して、津軽藩の連座を回避した。津軽家中の大石一族はこの揉め事を津軽藩家中に持ち込み、藩内において厚遇されている山鹿系家臣と敵対し、津軽信章の残党に組した一派もあった。
次第に信政自身の実権は失われ、江戸の世子や国家老が他藩との対応など諸事に当たる場面が増え始めた。宝永7年（1710年）10月18日、弘前にて死去し、跡を次男・信寿が継いだ。享年65。
晩年は困難も多かったが、それでも弘前藩の全盛期を築き上げた手腕は高く評価され、江戸時代前期の名君、並びに弘前藩中興の英主と言われている。
信政の遺命により、弘前市の高岡に廟所を造り葬られる。その後、高照霊社（現・高照神社）に神として祀られる。明治になり藩祖・津軽為信が合祀された。
平成30年（2018年）、高照神社の横に高岡の森弘前藩歴史館が完成したことを機に、信政ゆかりの品も同歴史館に移され、収蔵、展示されている。

## 系譜
- 父：津軽信義
- 母：久祥院、菊御前 - 唐牛甚右衛門の娘
- 正室：不卯姫 - 増山正利の娘
  - 次男：津軽信寿（1669-1746）
  - 三男：那須資徳（1672-1708）
  - 五男：津軽寿世（1698-1758） - 津軽政兕の婿養子
- 室：松顔院 - 鎌倉で浪人をしていた人物の娘と言われている
- 側室：普光院 - 平盛昌の娘
- 側室：永昌院 - 赤内理兵衛の娘
- 側室：古郡宗秀の従妹
- 生母不明の子女
  - 長男：某 - 早世
  - 四男：某
  - 女子：春台院 - 堀親賢正室
  - 富

## 偏諱を受けた人物
- 津軽政朝（実弟）
- 津軽政順（実弟）
- 津軽政兕（黒石津軽家）

## フィクションにおける津軽信政
映画
- 満月 MR.MOONLIGHT（東映、1991年 演：柳葉敏郎）

テレビドラマ
- 水戸黄門 第2部（TBS、1970年 演：小笠原良知）
- 水戸黄門 第7部（TBS、1976年 演：神山寛）
- 水戸黄門 第11部（TBS、1980年 演：武内亨）
- 水戸黄門 第14部（TBS、1983年 演：武内亨）
- 水戸黄門 第30部（TBS、2002年 演：水澤心吾）
- 水戸黄門 第40部（TBS、2009年 演：津川竜）